# Druga slovenska nogometna liga 2007-2008
La Druga slovenska nogometna liga 2007-2008 (in lingua italiana: Secondo campionato calcistico sloveno 2007-2008), abbreviata in 2. SNL 2007-2008, fu la diciassettesima edizione della seconda serie del campionato di calcio sloveno.

## Formula
Le 10 squadre partecipanti disputarono un turno di andata-ritorno-andata per un totale di 27 giornate, al termine delle quali:
- La prima classificata venne promossa in 1. SNL 2008-2009
- La seconda classificata disputò uno spareggio contro la penultima della 1. SNL 2007-2008
- Le ultime due classificate furono retrocesse in 3. SNL 2008-2009

### Avvenimenti
Il Bonifika spostò la sede da Capodistria ad Isola d'Istria.
A fine campionato, lo Zavrč perse lo sponsor e si ritirò dalla lega, permettendo il ripescaggio del Triglav.

## Squadre partecipanti
| Squadra           | Città           | Stadio                       | Stagione 2006-07 | Stagione 2006-07 |
| Squadra           | Città           | Stadio                       | Pos.             | Divisione        |
| ----------------- | --------------- | ---------------------------- | ---------------- | ---------------- |
| Bela Krajina      | Črnomelj        | Stadion Loka                 | 10°              | 1. SNL           |
| Bonifika Izola    | Isola d'Istria  | Mestni stadion               | 2°               | 2. SNL           |
| Posavje Krško     | Krško           | Stadion Matije Gubca         | 3°               | 2. SNL           |
| Triglav Gorenjska | Kranj           | Športni Center Stanko Mlakar | 4°               | 2. SNL           |
| Zagorje           | Zagorje ob Savi | Mestni stadion               | 5º               | 2. SNL           |
| Aluminij          | Kidričevo       | Športni park Aluminij        | 6°               | 2. SNL           |
| Mura 05           | Murska Sobota   | Stadio Fazanerija            | 7°               | 2. SNL           |
| Rudar             | Velenje         | Stadio ob Jezeru             | 8°               | 2. SNL           |
| Krka              | Novo mesto      | Stadion Portoval             | 1°               | 3. SNL Ovest     |
| Zavrč             | Zavrč           | Športni park Zavrč           | 1°               | 3. SNL Est       |

## Classifica
|                  | Pos. | Squadra       | Pt | G  | V  | N | P  | GF | GS | DR  |
| ---------------- | ---- | ------------- | -- | -- | -- | - | -- | -- | -- | --- |
|                  | 1.   | Rudar Velenje | 50 | 27 | 15 | 4 | 7  | 70 | 31 | +39 |
|                  | 2.   | Bonifika      | 43 | 27 | 12 | 7 | 8  | 44 | 29 | +15 |
|                  | 3.   | Bela Krajina  | 43 | 27 | 12 | 7 | 8  | 40 | 30 | +10 |
|                  | 4.   | Aluminij      | 41 | 27 | 12 | 5 | 10 | 39 | 30 | +9  |
|                  | 5.   | Mura 05       | 37 | 27 | 10 | 7 | 10 | 31 | 42 | −11 |
|                  | 6.   | Krško         | 36 | 27 | 9  | 9 | 9  | 33 | 42 | −9  |
|                  | 7.   | Zavrč         | 36 | 27 | 10 | 6 | 11 | 36 | 35 | +1  |
|                  | 8.   | Zagorje       | 35 | 27 | 9  | 8 | 10 | 43 | 45 | −2  |
|                  | 9.   | Triglav       | 35 | 27 | 10 | 5 | 12 | 36 | 40 | −4  |
|                  | 10.  | Krka          | 17 | 27 | 4  | 5 | 18 | 23 | 71 | −48 |
| Fonte: rsssf.org |      |               |    |    |    |   |    |    |    |     |

Legenda:
      Promosso in 1. SNL 2008-2009.
  Partecipa agli spareggi.
      Retrocesso in 3. SNL 2008-2009.
      Escluso dal campionato.
Regolamento:
Tre punti a vittoria, uno a pareggio, zero a sconfitta.
In caso di arrivo di due o più squadre a pari punti, la graduatoria viene stilata secondo la classifica avulsa tra le squadre interessate (= scontri diretti).

### Spareggio
Il Bonifika incontrò il Drava Ptuj, penultimo in 1. SNL 2007-2008, con gare di andata e ritorno, per un posto in 1. SNL 2008-2009.
| Squadra 1  | Totale | Squadra 2 | Andata     | Ritorno    |
| ---------- | ------ | --------- | ---------- | ---------- |
|            |        |           | 04.06.2008 | 08.06.2008 |
| Drava Ptuj | 2 – 1  | Bonifika  | 2 – 0      | 0 – 1      |